# Saare (Lääne-Nigula)
Saare (Zweeds: Lyckholm, Duits: Lückholm) is een plaats in de Estlandse gemeente Lääne-Nigula, provincie Läänemaa. De plaats heeft de status van dorp (Estisch: küla).
Tot in oktober 2017 viel Saare onder de gemeente Noarootsi. In die maand werd Noarootsi bij de fusiegemeente Lääne-Nigula gevoegd. Zoals de meeste plaatsen in de voormalige gemeente Noarootsi heeft de plaats twee officiële namen: de Estische naam Saare en de Zweedse naam Lyckholm.

## Bevolking
Het dorp had 24 inwoners op 31 december 2011 en 19 inwoners op 31 december 2021.

## Geografie
De plaats ligt aan de noordkust van een reeks uitlopers van de Baai van Haapsalu. Tahu laht en Saunja laht zijn de belangrijkste. De stad Haapsalu ligt 8,5 km ten zuidwesten van Saare, aan de overkant van de baai. Bij Saare horen een schiereiland, Võnnu poolsaar, en een aantal onbewoonde eilandjes.
Ten noorden van Saare ligt het meer Sutlepa meri (18,8 km²). In het oosten grenst het dorp aan het meer Saaremõisa laht (81,5 ha).
Op het grondgebied van Saare ligt een klein particulier vliegveld, Lyckholm Airfield of in het Estisch Lyckholmi lennuväli.
Een groot deel van het dorp ligt in het natuurreservaat Silma looduskaitseala (48 km²). De wateren rond Saare vormen een belangrijke paaigrond voor vissen, vooral snoek, winde en blankvoorn. Veel water- en kustvogels nestelen op de oevers.

## Geschiedenis
Saare was tot in de 19e eeuw een eiland, zoals de naam ook aangeeft. Het Estische woord saar betekent ‘eiland’, het Zweedse woord holm ook. Lyckholm betekent dan ‘omheind eiland’. In het begin van de 19e eeuw maakte een aardverschuiving een eind aan de zeestraat tussen Saare en het vasteland.
In 1627 werd een dorp Lykholm genoemd; in 1662 werd een landgoed Lykholm gesticht. In 1776 kwam het in handen van de familie von Rosen. Het barokke landhuis met één woonlaag is gebouwd rond 1790.
Baron Woldemar von Rosen was de eigenaar op het moment dat Estland onafhankelijk werd. Zijn zoon Friedrich von Rosen, die aan Estische kant had gevochten tijdens de Estische Onafhankelijkheidsoorlog, mocht met zijn vader en de overige familie in het landhuis blijven wonen en behield een stuk land. Het grootste deel van het landgoed werd opgedeeld onder kleine boeren.
Als gevolg van het Molotov-Ribbentroppact moesten alle Baltische Duitsers in het najaar van 1939 vertrekken naar Duitsland. Onder hen was ook Friedrich von Rosen met zijn familie. Daarna bleef het landhuis leeg staan en raakte het in verval. In 1996 kocht Gustav von Rosen de ruïne. Hij en na hem zijn zoon Lothar lieten het landhuis herbouwen. In 2001 was de herbouw voltooid. Sindsdien bewoont de familie von Rosen een deel van het huis en wordt de rest geëxploiteerd als pension en in de zomermaanden als café. In een voormalige paardenstal is sinds 1997 een streekmuseum gevestigd.
In de jaren twintig van de 20e eeuw was er weer sprake van een nederzetting op het terrein van het vroegere landgoed. In 1977 kreeg ze de status van dorp.

## Foto's

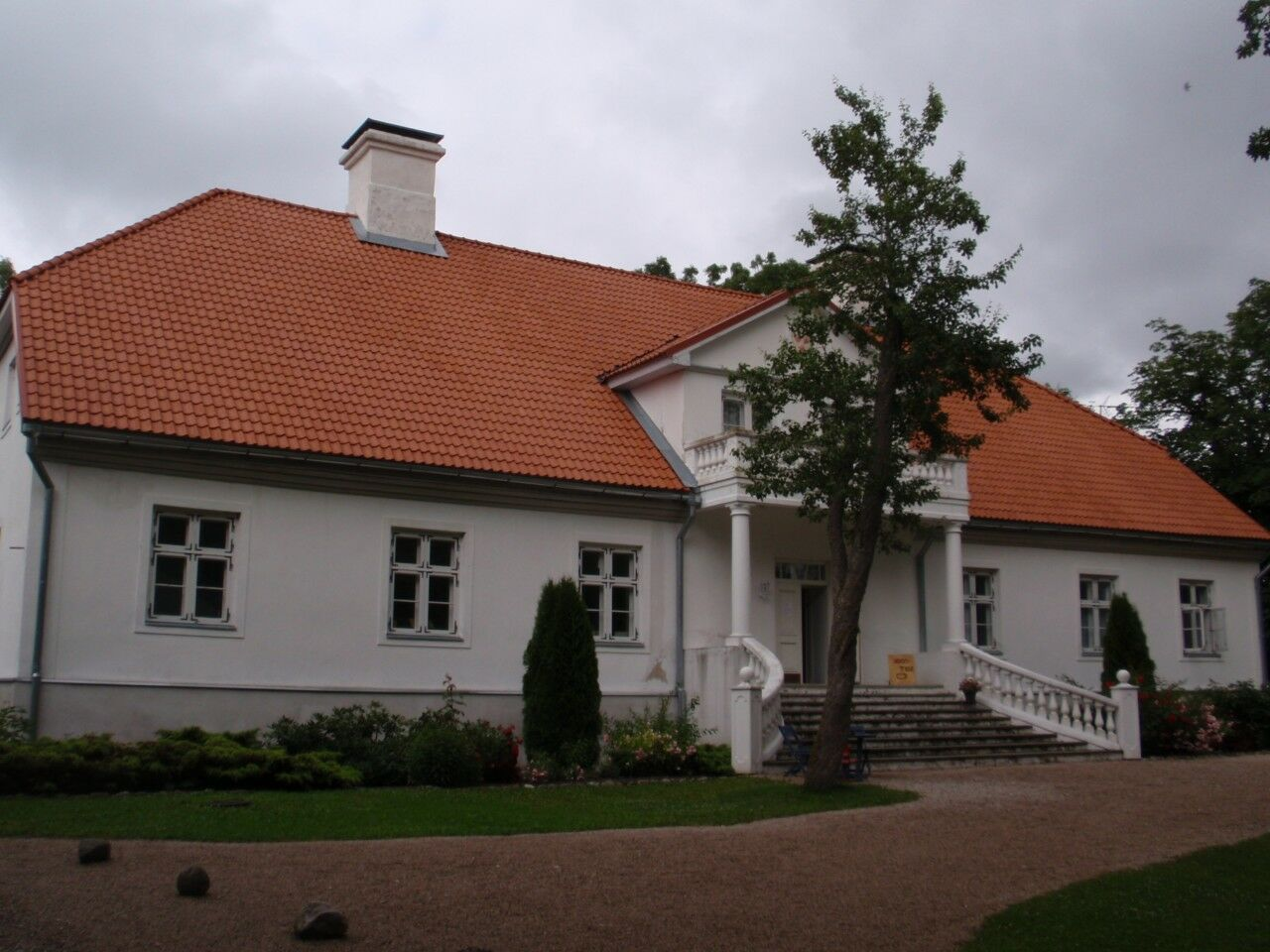
Het landhuis
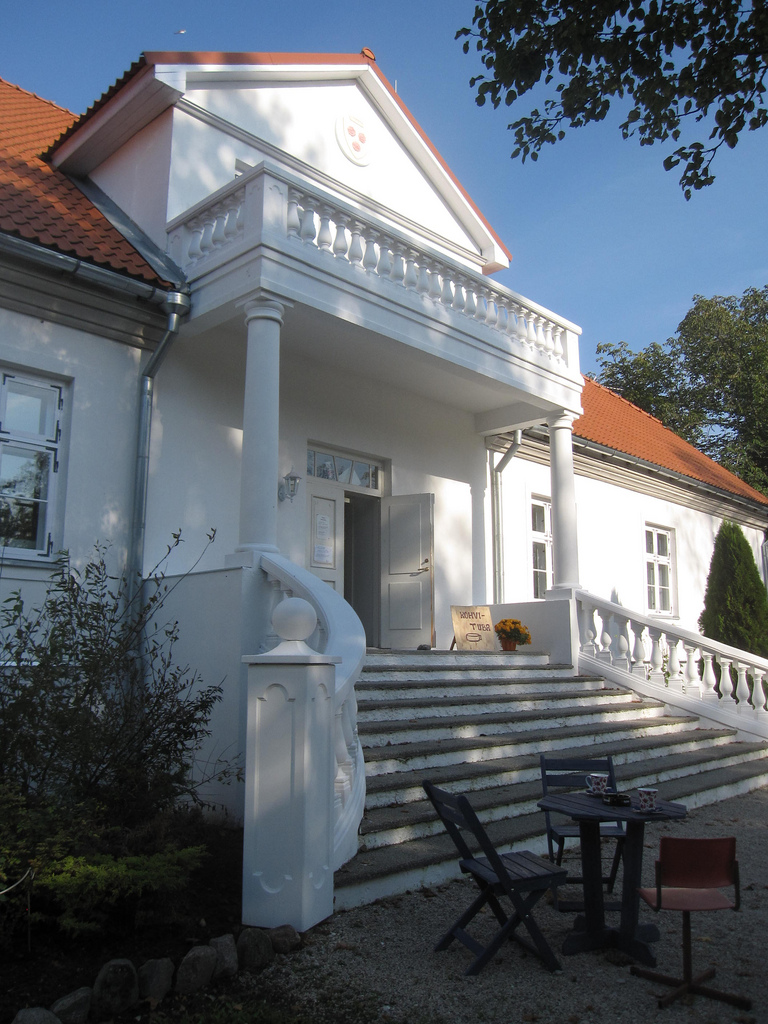
De ingang
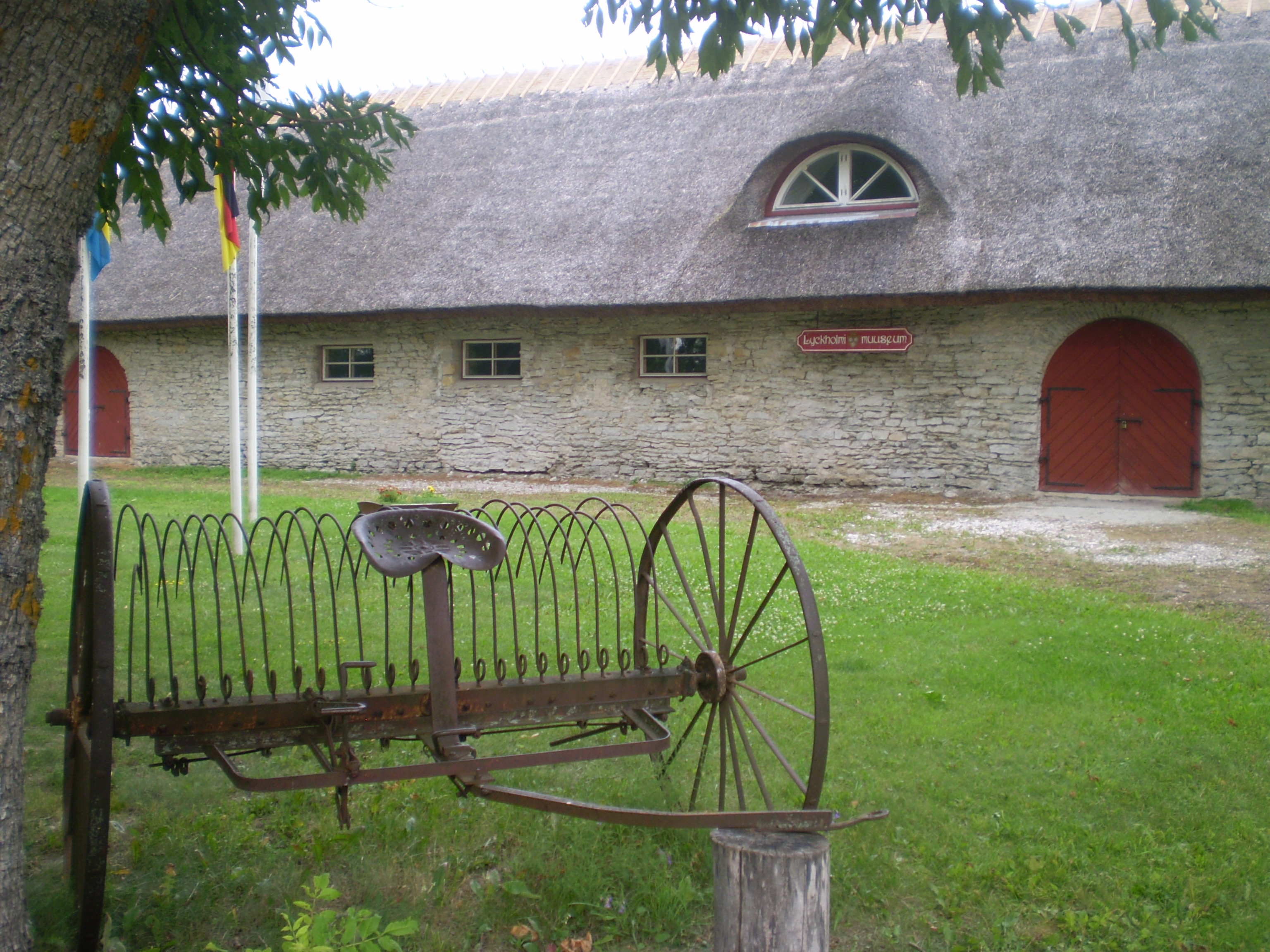
Voormalige paardenstal, nu museum